# Saaris tändsticksfabrik
Saaris tändsticksfabrik (finska: Saaren tulitikkutehdas) var en finländsk tändsticksfabrik som grundades år 1904 i Mäntsälä kommun. Fabriken var den största tändsticksfabriken i Mäntsälä och producerade tändstickor fram till 1937.

## Historia
År 1884 hade friherre Richard Casimir de la Chapelle blivit den nya ägaren till Saaris gård. Han grundade Saaris tändsticksfabrik år 1904 vid gården. De la Chapelles son Knut de la Chapelle fortsatte fabrikens verksamhet efter Richard de la Chapelles bortgång år 1916. När Knut de la Chapelle avled köptes Saaris tändsticksfabrik av industrimannen Ivar Kreuger, som använde pseudonymen Saaren Tulitikku Oy. Kreuger förstörde alla fabrikens maskiner.